# Intel 4004
L'Intel 4004 és una Unitat Central de Procés (CPU) de 4 bits realitzada per Intel Corporation el 1971. Fou la primera CPU completa en un sol xip, la primera comercialment disponible com un processador, gràcies a l'ús de la nova tecnologia de portes lògiques basada en silici, que permetia la integració d'un elevat nombre de transistors i una velocitat més ràpida del que mai abans havia estat possible. El 4004 emprava una tecnologia PMOS de 10 μm i podia executar unes 92.000 instruccions per segon (és a dir, un cicle d'execució d'11 microsegons).

## Història
El 4004 va ser comercialitzat en un encapsulat de 16 pins CERDIP (Ceramic Dual-in-package) el 15 de novembre de 1971. El 4004 va ser el primer processador de computadora dissenyat i fabricat pel fabricant de xips Intel, que prèviament feia semiconductors de xips de memòria.
Marcian Hoff (també conegut com a Ted Hoff) va contribuir a la proposta arquitectònica pel projecte MSC-4 (el 1969); no va participar però en el seu desenvolupament. Aquest desenvolupament es va iniciar més tard, quan Intel li va encarregar a Federico Faggin el 1970. Federico Faggin fou el líder del projecte i a més el "chip designer" que va tornar a integrar el silici en el primer microprocessador (el 1970-1971). Intel va contractar Faggin, que treballava a SGS Fairchild, on hi havia desenvolupat la tecnologia silicon gate amb uto-alineació ("self-aligned gates" - SGT), i havia dissenyat el primer circuit integrat del món que utilitzava la nova tecnologia (el 1968): el Fairchild 3708. A la Intel Faggin va crear una nova metodologia de disseny en silicon gate que no existia anteriorment i va aportar moltes idees fonamentals que van fer possible la creació del primer microprocessador en un sol xip.
Masatoshi Shima, un enginyer de programari de la Busicom, va assistir Faggin en el desenvolupament del MSC-4 i més tard es van reunir a la Zilog, la primera societat dedicada exclusivament als microprocessadors que va ser fundada per Faggin i Ralph Ungermann el 1974. Faggin i Shima van desenvolupar junts el microprocessador Z80.
Originalment dissenyat per a la companyia japonesa Busicom per ser usat en la seva línia de calculadores, el 4004 també va ser proporcionat amb una família de xips de suport especialment dissenyats per a ell. Per exemple, cada "ROM de programa" internament guardava per al seu propi ús els 12 bit de direcció de programa del 4004, el que permetia, si les 16 ROM van ser instal·lades, accés de 4 KB de memòria des del bus d'adreces de 4 bits. El circuit 4004 va ser construït amb 2.300 transistors, i va ser seguit l'any següent pel primer microprocessador de 8 bits, el 8008, que contenia 3.300 transistors, i el 4040, que era una versió revisada del 4004.
Amb la seva quarta entrada al mercat de microprocessadors, Intel va llançar la CPU que va començar la revolució de la microcomputadora, el 8080, usada en l'Altair 8800.

## Especificacions tècniques
- Microprocessador de 4 bits
- Conté 2.300 transistors
- Encapsulat CERDIP de 16 pins
- Màxima velocitat del rellotge de 108 kHz
- Usa Arquitectura Harvard, és a dir, emmagatzemament separat de programes i dades. Contrari a la majoria dels dissenys amb arquitectura de Harvard, que utilitza busos separats, el 4004, amb la seva necessitat de mantenir baix el compte de pins, usava un bus de 4 bits multiplexat per transferir:
  - 12 bits d'adreces (direccionant fins a 4 KB)
  - Instruccions de 8 bits d'ample, que no han de ser col·locades en la mateixa memòria
  - Dades de 4 bits d'amplada
- El conjunt d'instruccions està format per 46 instruccions (de les quals 41 són de 8 bits d'amplada i 5 de 16 bits d'amplada)
- 16 registres de 4 bits cada un
- Pila interna de crides a subrutines de tres nivells de profunditat
- Xipset (circuits auxiliars) per crear sistemes basats en el 4004